# Blow-Up
Blow-Up là một bộ phim Ý nói tiếng Anh được sản xuất năm 1966 do Michelangelo Antonioni đạo diễn. Đây cũng là lần đầu tiên ông làm giám đốc sản xuất một bộ phim bằng tiếng Anh.
Bộ phim được Arfentinian lấy cảm hứng từ truyện ngắn Nước mũi của quỷ dữ nhà văn Julio Corta'zar. Ngoài ra, phim còn được thực hiện dựa theo công việc, thói quen, phong cách của nhiếp ảnh gia nổi tiếng David Bailey.

## Nội dung
Truyện phim xoay quanh một ngày như bao ngày bình thường của nhiếp ảnh gia Thomas. Sau khi làm xong công việc chụp ảnh của mình, anh đi lang thang quanh thành phố, và dừng lại ở một công viên để chụp ảnh. Anh ta chụp một cặp tình nhân. Thấy bị chụp, người phụ nữ chạy ra đòi lại cuộn phim và ảnh. Anh ta không trả lại mà quay về nhà. Về đến nhà, anh ta lôi phim ra tráng để xem mình thu được những bức ảnh như thế nào. Bất chợt, Thomas phát hiện ra một khẩu súng ló ra từ bụi cây ở trong ảnh, và tiếp theo đó là một xác chết.

## Hậu trường
Trong Liên hoan phim Cannes, Blow-up đã được giải Gran Prix. Dàn diễn viên của bộ phim bao gồm: David Hemmings, Vanessa Redgrave, Sarah Miles, John Castle, Jane Birkin và Gillian Hills. Kịch bản được viết bởi Antonioni và Tonino Guerra, cùng phần thoại tiếng Anh được viết bởi nhà biên kịch người Anh Edward Bond. Chịu trách nhiệm âm nhạc của phim là nghệ sĩ Piano nhạc Jazz – Herbie Hancock.

## Vinh danh

### Giải Oscar
- Đề cử: Đạo diễn xuất sắc nhất - Michelangelo Antonioni
- Đề cử: Kịch bản xuất sắc - Michelangelo Antonioni, Tonino Guerra, Edward Bond

### Giải thưởng BAFTA
- Đề cử: Phim Anh hay nhất - Michelangelo Antonioni
- Đề cử: Đạo diễn hình ảnh phim Anh xuất sắc nhất - Assheton Gorton
- Đề cử: Phim Anh có kĩ thuật điện ảnh xuất sắc nhất - Carlo Di Palma

### Liên hoan phim Cannes
- Chiến thắng: Grand Prix (1967) - Michelangelo Antonioni

### Quả cầu vàng
- Đề cử: Phim nước ngoài nói tiếng Anh hay nhất